# Supercupa Elveției
Supercupa Elveției a fost competiția fotbalistică de supercupă din Elveția, disputată între campioana din Super League și câștigătoarea Cupei Elveției. Competiția s-a desfășurat între 1986 și 1990.

## Ediții
| An   | Câștigătoare            | Scor       | Finalistă               |
| ---- | ----------------------- | ---------- | ----------------------- |
| 1986 | BSC Young Boys          | 3:1        | FC Sion                 |
| 1987 | Neuchâtel Xamax         | 3:0        | BSC Young Boys          |
| 1988 | Neuchâtel Xamax         | 2:2 p. 5:2 | Grasshopper Club Zürich |
| 1989 | Grasshopper Club Zürich | 4:2        | FC Luzern               |
| 1990 | Neuchâtel Xamax         | 1:1 p. 4:3 | Grasshopper Club Zürich |

## Performanță după club
| Club                    | Trofee |
| Neuchâtel Xamax         | 3      |
| Grasshopper Club Zürich | 1      |
| BSC Young Boys          | 1      |